# Limnebius punctatus
Limnebius punctatus är en skalbaggsart som beskrevs av Thomas Vernon Wollaston 1864. Limnebius punctatus ingår i släktet Limnebius och familjen vattenbrynsbaggar. Inga underarter finns listade i Catalogue of Life.